# Jaromír Kolařík
Jaromír Kolařík (11. dubna 1930 Prostějov – duben 2020) byl český neurolog, v letech 1986 až 1989 rektor Univerzity Palackého.

## Život
Narodil se v roce 1930 v Prostějově. V mládí absolvoval obchodní akademii, v roce 1955 se pak rovněž stal absolventem Lékařské fakulty Univerzity Palackého. Poté byl zaměstnán v Ústavu pro výzkum vyšší nervové činnosti a na neurologické klinice Lékařské fakulty UP, přičemž později se přesunul na Ústav experimentální a klinické neurologie. Profesorský titul získal v roce 1980 v oboru neurologie. V tomtéž roce se zároveň stal děkanem Lékařské fakulty UP, v této funkci poté působil do roku 1986. V roce 1983 mu bylo Českou lékařskou společností uděleno ocenění Societatis honoris causa. V roce 1985 se zároveň stal ředitelem Ústavu experimentální a klinické neurologie.
V roce 1986 se stal rektorem Univerzity Palackého, přičemž v této funkci působil do prosince 1989, kdy úřad opustil v souvislosti s politickým děním v Československu po sametové revoluci. Ještě 20. listopadu 1989 vyzýval studenty, aby nenavazovali na „pražský radikalismus“ a vyzýval k zachování „moravského rozumu“. O den později se však měl zasloužit o to, že jednotky Veřejné bezpečnosti nezasáhly proti shromáždění konajícímu se na Horním náměstí.
V roce 2006 mu byla rektorem Lubomírem Dvořákem udělena medaile za zásluhy. Za svou kariéru zveřejnil asi 160 publikací v oblastech neurologie, neurověd a neurologické praxi, například v roce 1997 zveřejnil publikaci s titulem Onemocnění kloubů a páteře v praxi. Do roku 2009 působil v soukromé neurologické ordinaci v Olomouci, od roku 2009 byl v důchodu. V posledních letech života žil v městské části Olomouce Svatý Kopeček. Zemřel v dubnu 2020.